# Actia dimorpha
Actia dimorpha là một loài ruồi trong họ Tachinidae.